# Tony Viramontes
Tony Viramontes (Santa Monica, 1958 – aldaar, 23 mei 1988) was een Amerikaanse kunstenaar opgeleid in Los Angeles en New York, die succes vond in Europa en Japan als mode-illustrator en fotograaf. Hij werd geboren in Los Angeles uit een familie van Mexicaanse Amerikanen van de eerste generatie. Vanaf eind jaren zeventig verschenen zijn werken in tal van publicaties, waaronder Vogue, Marie Claire, Women's Wear Daily, L'Uomo Vogue, ID, Tatler, Per Lui, Lei, Le Monde en La Mode en Peinture.
Hij produceerde album- en singlecovers voor artiesten en bands, waaronder Control voor Janet Jackson, All Systems Go voor Donna Summer, So Red The Rose voor Arcadia, Shock voor de Motels, Let's Go All the Way voor Sly Fox en de 1984 Olympische Spelen thema Destiny door Phil Pickett. In 2013 zei Jackson over Viramontes: "Hij was erg creatief, en ik geloof dat zijn werk op een dag iconisch zal zijn. Hij was zo leuk om mee te werken. Ik mis hem." Alexander Fury van The Independent schreef "het kunstwerk gemaakt met de jaren 80-illustrator Tony Viramontes voor Control doorstaat de tand des tijds."
Viramontes stierf in 1988 op 31-jarige leeftijd aan een aids-gerelateerde ziekte. Net voor zijn dood gaf modeontwerper Hanae Mori, die een langdurige werkrelatie met Viramontes had, opdracht voor een groot formaat koffietafelboek met de titel Viramontes dat in Japan werd gepubliceerd. Een uitgebreidere studie van zijn werk, Bold, Beautiful and Damned: The World of Fashion Illustrator Tony Viramontes, werd in 2013 gepubliceerd. Het boek, geschreven door de onafhankelijke curator Dean Rhys-Morgan, bevat een inleiding van Jean-Paul Gaultier, een nawoord van Vanity Fair -redacteur Amy Fine Collins en meer dan 250 illustraties uit het studioarchief van Tony Viramontes. Hij is ook een van de grootste inspiratiebronnen van de mangakunstenaar Hirohiko Araki, schrijver van de bestverkochte Japanse manga JoJo's Bizarre Adventure. Een van zijn kunstwerken inspireerde Araki om de hoofdantagonist Dio Brando te creëren.